# 豊島屋 (岡山県)
株式会社豊島屋（てしまや）は、岡山県倉敷市玉島に本社を置く、日本の調味料メーカー。

## 概要
享保5年（1720年）、現在の倉敷市玉島の地で綿・海産物等の問屋として創業。明治23年（1890年）に醤油製造販売専業となった後、酢やソースなどの製品を徐々に増やして事業を拡大し、昭和23年（1948年）には株式会社豊島屋を設立した。
現在は、主力製品ブランドタテソースを中心にして、酢や醤油などの調味料と、唐辛子のエキスの製造販売を行っている。主な商業範囲は、岡山県・鳥取県・島根県・広島県・兵庫県・香川県・愛媛県・関西地方・関東地方・九州地方を販路としており、唐辛子エキスは全国販売である。